# Goździeniec cienkotrzonowy

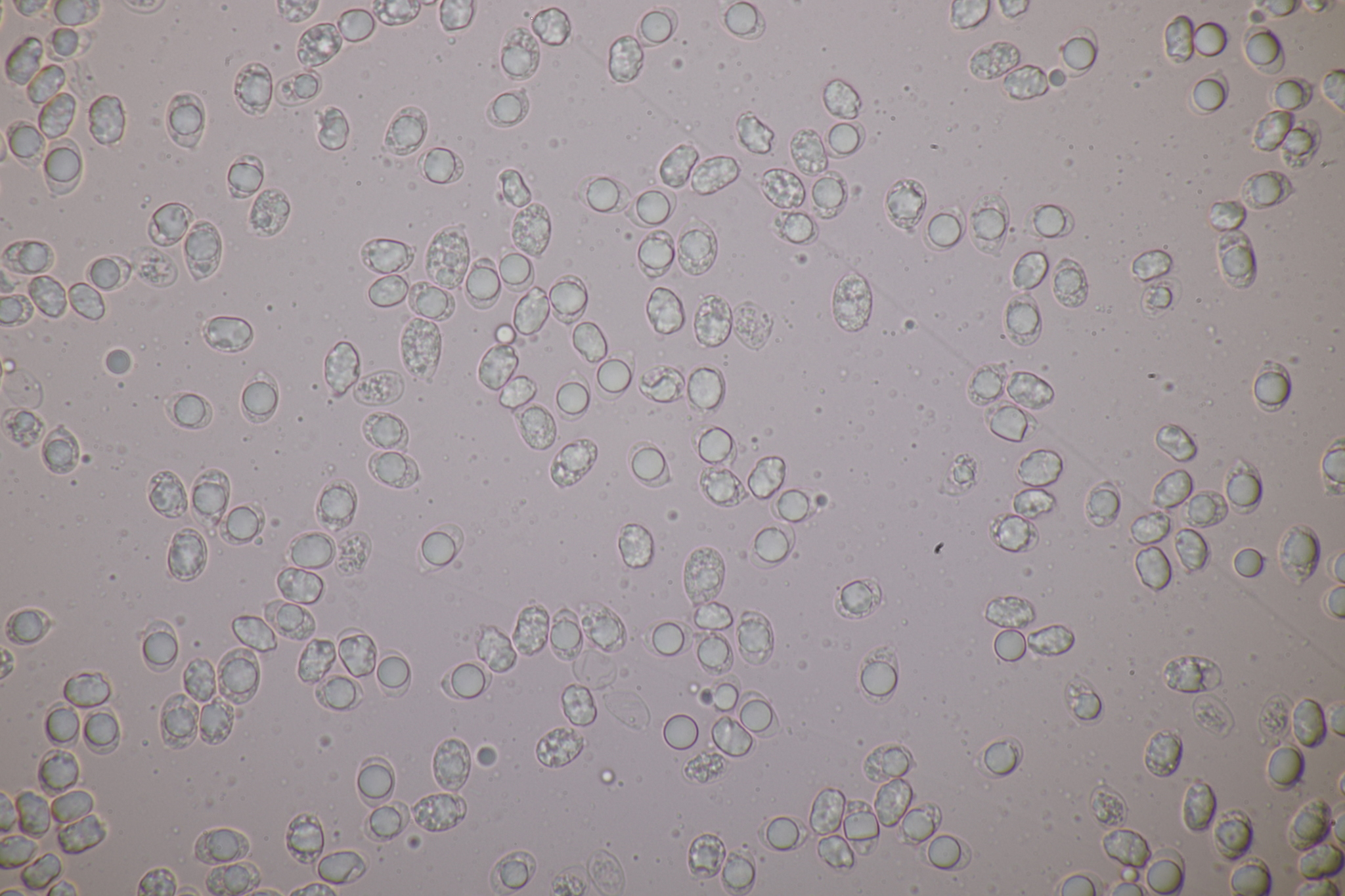
Zarodniki

Goździeniec cienkotrzonowy (Clavaria tenuipes Berk. & Broome) – gatunek grzybów należący do rodziny goździeńcowatych (Clavariaceae).

## Systematyka i nazewnictwo
Pozycja w klasyfikacji według Index Fungorum: Clavaria, Clavariaceae, Agaricales, Agaricomycetidae, Agaricomycetes, Agaricomycotina, Basidiomycota, Fungi.
Po raz pierwszy opisali go w 1848 r. Miles Joseph Berkeley i Christopher Edmund Broome na ziemi w Anglii. Synonim: Pistillaria tenuipes (Berk. & Broome) Massee 1892.
Polska nazwa występuje w internetowym atlasie grzybów.

## Morfologia
Bazydiokarp
W postaci prostej, pojedynczej lub rozgałęzionej, podłużnie żłobionej maczugi składającej się z części płodnej (górnej) i sterylnej, dobrze odgraniczonej. Powierzchnia części płodnej o barwie bladożółtej do płowożółtej. Dolna, sterylna część zwężająca się ku nasadzie, żółtobrązowa, ciemniejsza niż górna. Wysokość bazydiokarpu do 85 mm, średnica do 5 mm średnicy. Wierzchołek zaokrąglony lub spłaszczony, bladożółty do płowożółtego.
Wysyp zarodników
Biały. Podstawki 4-zarodnikowe, zarodniki 7,5–9,5 × 4,5–5,5 µm.

## Występowanie i siedlisko
Podano stanowiska w Ameryce Północnej, Europie, Azji i Australii. Brak go w opracowanym w 2003 r. przez W. Wojewodę wykazie wielkoowocnikowych grzybów podstawkowych Polski. Stanowiska tego gatunku podaje internetowy atlas grzybów. Znajduje się w nim na liście gatunków zagrożonych i wartych objęcia ochroną.
Naziemny grzyb saprotroficzny. Występuje w lasach w ściółce lub na nagiej glebie.